# Cantone di Auch-Sud-Ovest
Il Cantone di Auch-Sud-Ovest è una divisione amministrativa dell'arrondissement di Auch, con capoluogo Auch. Situato nel dipartimento di Gers e nella regione dei Midi-Pirenei, ha un'altitudine compresa fra i 115 metri livello del mare del capoluogo e i 283 metri sul livello di Barran, per una media di 174 metri.
A seguito della riforma approvata con decreto del 26 febbraio 2014, che ha avuto attuazione dopo le elezioni dipartimentali del 2015, è stato soppresso.

## Composizione
Il cantone comprendeva una parte di Auch (per l'appunto i quartieri sudoccidentali) e altri 7 comuni:
- Barran
- Le Brouilh-Monbert
- Durban
- Lasséran
- Lasseube-Propre
- Pavie
- Saint-Jean-le-Comtal